# گروپا لوتوس

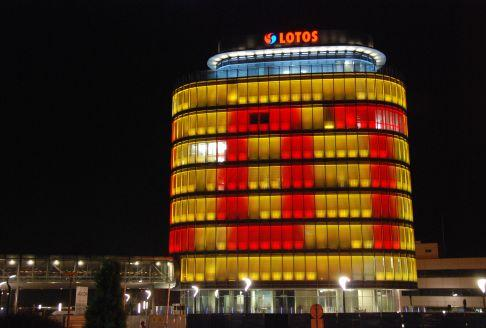
ساختمان مرکزی شرکت گروپا لوتوس در شهر گدانسک

گروپا لوتوس (به انگلیسی: Grupa Lotos) شرکت نفت و گاز لهستانی است، که دفتر مرکزی آن در شهر گدانسک قرار دارد.
این شرکت در سال ۲۰۰۳ تأسیس شد و هم‌اکنون در زمینه تولید، پالایش و بازاریابی نفت خام فعالیت می‌کند. شرکت لوتوس بزرگترین شرکت پالایش نفت مستقر در لهستان است، که بزرگترین تولید کننده روغن موتور، گریس، بنزین، گازوئیل و سوخت دیزلی در این کشور می‌باشد.
این گروه دارای ۱۸ شرکت زیرمجموعه است و بخشی از سهام آن در بازار بورس ورشو دادوستد می‌شود. بزرگترین سهام‌دار گروه لوتوس، دولت لهستان است.